# Falx
Un falx est une arme incurvée utilisée par plusieurs peuples dans l’antiquité.

## Étymologie
Falx est un mot latin signifiant à l'origine faucille, mais a ensuite été utilisé pour désigner l'un des nombreux outils qui avaient une lame incurvée tranchante sur le bord intérieur, comme une faux. 

## Usages

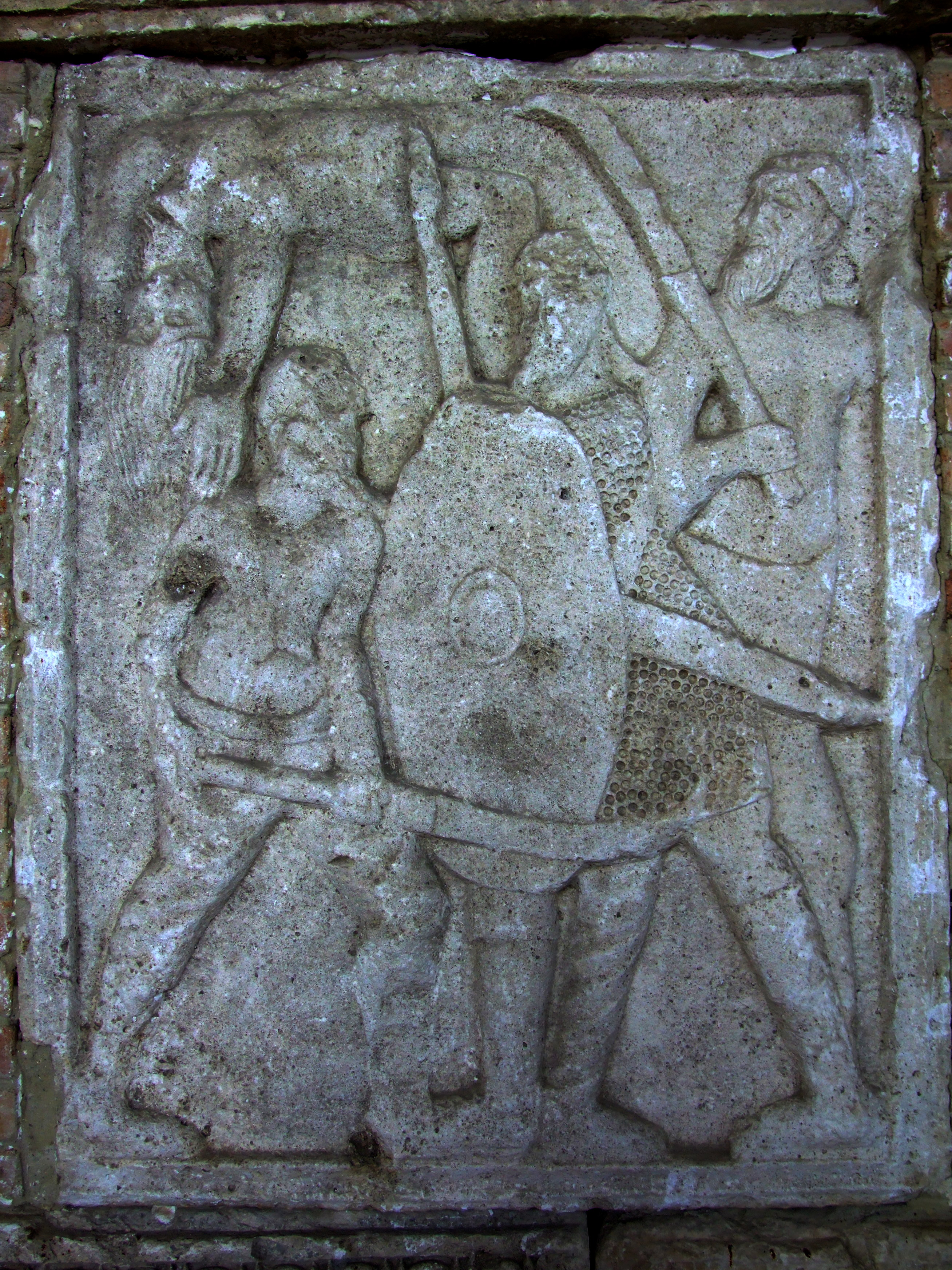
Monument romain commémorant la bataille d'Adamclisi montre clairement des guerriers daces brandissant un falx à deux mains

Le falx était une arme utilisée par les Thraces , aussi sous le nom de rhomphaia, et les Daces.
Elle désigne également plus tard un crochet de siège utilisé par les Romains.